# Ноа Сентинео
Ноа Грегъри Сентинео (на английски: Noah Gregory Centineo) е американски актьор и модел. Известен е с ролите си в сериала „Семейство Фостър“ и в филмите от трилогията „До всички момчета който съм обичала преди“.

## Биография
Роден е на 9 май 1996 г. в Маями, Флорида. Има по-голяма сестра – Тейлър. Там завършва средното си образование. През 2012 г. се премества да живее в Лос Анджелис.

### Кариера
През 2009 г. играе главната роля на Джон Питърс в семейния филм „The Cold Retrievers“. По-късно има малки роли в сериали на Дисни Ченъл като „Остин и Али“ и „Раздвижи се“. Впоследствие участва и във филма на Дисни „Перфектно момче“ в ролята на Джейдън Старк.
През 2015 г. поема главната роля на Хесус Адъм Фостър в драматичния сериал „Семейство Фостър“ като за пръв път се появява в сезон 3.
През 2018 г. участва в 3 оригинални тийн филма на Нетфликс. Един от тях е филма „До всички момчета който съм обичала преди“ като играе ролята на Питър Кавински. Филмът е адаптация по книгата на Джени Хан. За ролята получава много положителни оценки от зрители и критици. През 2019 г. има второстепенна роля във Филма „Ангелите на Чарли“. През 2020 г. отново изиграва ролята на Питър Кавински в продължението на филма.
|  | Тази страница частично или изцяло представлява превод на страницата Noah Centineo в Уикипедия на английски. Оригиналният текст, както и този превод, са защитени от Лиценза „Криейтив Комънс – Признание – Споделяне на споделеното“, а за съдържание, създадено преди юни 2009 година – от Лиценза за свободна документация на ГНУ. Прегледайте историята на редакциите на оригиналната страница, както и на преводната страница, за да видите списъка на съавторите. ВАЖНО: Този шаблон се отнася единствено до авторските права върху съдържанието на статията. Добавянето му не отменя изискването да се посочват конкретни източници на твърденията, които да бъдат благонадеждни. |

1. ↑  www.vogue.com.au